# Championnat d'Afrique du Nord de football 1933-1934
Navigation
Championnat AFN 1932-1933 Championnat AFN 1934-1935
Cet article traite de l'édition 1933-1934 du Championnat d'Afrique du Nord de football. Il s'agit de la quatorzième édition de cette compétition qui se terminera par une victoire de l'US Marocaine.
Les deux équipes qui se rencontrent en finale sont l'US Marocaine de la Ligue du Maroc et l'Union sportive tunisienne de la Ligue de Tunisie. Elle se termine par une victoire de l'US Marocaine sur le score de trois buts à zéro.
L'US Marocaine remporte la compétition pour la troisième fois de son histoire et permet à sa ligue, la Ligue du Maroc d'obtenir également son troisième titre dans cette compétition. L'US Tunisienne est défaite pour la toute première fois en finale dans cette compétition et pour sa ligue, il s'agit de la troisième défaite en finale.
Au total, lors de cette édition, 4 matchs ont été joués avec 5 participants des cinq ligues différentes que sont la Ligue d'Alger, la Ligue d'Oran, la Ligue de Tunisie, la Ligue du Maroc et la Ligue de Constantine.

## Ligue d'Alger
Ligue d'Alger de football 1933-1934
Le RU Alger remporte son 1er championnat de Division d'Honneur, devant son dauphin l'AS Saint-Eugène.
| Rang | Équipe           | Pts | J  | G  | N | P  | Bp | Bc | Diff |
| ---- | ---------------- | --- | -- | -- | - | -- | -- | -- | ---- |
| 1    | RU Alger         | 38  | 14 | 10 | 4 | 0  |    |    |      |
| 2    | AS Saint-Eugène  | 33  | 14 | 9  | 1 | 4  |    |    |      |
| 3    | RC Maison-Carrée | 31  | 14 | 7  | 3 | 4  |    |    |      |
| 4    | USO Mitidja      | 30  | 14 | 8  | 0 | 6  |    |    |      |
| 5    | GS Alger         | 26  | 14 | 5  | 2 | 7  |    |    |      |
| 6    | AS Boufarik      | 25  | 14 | 4  | 3 | 7  |    |    |      |
| 7    | O Hussein Dey    | 22  | 14 | 1  | 6 | 7  |    |    |      |
| 8    | FC Blida         | 19  | 14 | 1  | 3 | 10 |    |    |      |

## Ligue d'Oran
championnat d'Oranie:
| Rang | Équipe           | Pts | J  | G | N | P | Bp | Bc | Diff |
| ---- | ---------------- | --- | -- | - | - | - | -- | -- | ---- |
| 1    | CDJ Oran         | 31  | 12 |   |   |   |    |    |      |
| 2    | AS Marine d'Oran | 29  | 14 |   |   |   |    |    |      |
| 3    | USM Oran         | 28  | 12 |   |   |   |    |    |      |
| 4    | CAL Oran         | 28  | 14 |   |   |   |    |    |      |
| 5    | GC Oran          | 26  | 14 |   |   |   |    |    |      |
| 6    | AS Eckmühl       | 25  | 14 |   |   |   |    |    |      |
| 7    | AGS Mascara      | 24  | 14 |   |   |   |    |    |      |
| 8    | SC Bel-Abbès     | 20  | 14 |   |   |   |    |    |      |

## Ligue de Constantine
championnat Constantinois:
| Rang | Équipe           | Pts | J  | G | N | P | Bp | Bc | Diff |
| ---- | ---------------- | --- | -- | - | - | - | -- | -- | ---- |
| 1    | JS Guelma        | 21  | 14 | 9 | 3 | 2 |    |    |      |
| 2    | FC Bougie        | 15  | 14 | 5 | 5 | 4 |    |    |      |
| 3    | SC Sétif         | 14  | 14 | 7 | 2 | 5 |    |    |      |
| 4    | SO Sétif         | 13  | 14 | 5 | 3 | 6 |    |    |      |
| 5    | AS Bône          | 12  | 14 | 5 | 2 | 7 |    |    |      |
| 6    | AS Batna         | 12  | 14 | 5 | 2 | 7 |    |    |      |
| 7    | RC Philippeville | 11  | 14 | 6 | 1 | 7 |    |    |      |
| 8    | AS Constantine   | 10  | 14 | 5 | 0 | 9 |    |    |      |

## Ligue du Maroc
Championnat du Maroc de football 1933-1934
Le barème de points servant à établir le classement se décompose ainsi :
- Victoire : trois points ;
- Match nul : deux points ;
- Défaite : un point.

| Rang | Équipe             | Pts | J  | G | N | P | Bp | Bc | Diff |
| ---- | ------------------ | --- | -- | - | - | - | -- | -- | ---- |
| 1    | US Marocaine (T)   | 36  | 14 |   |   |   |    |    |      |
| 2    | Stade Marocain     | 30  | 14 |   |   |   |    |    |      |
| -    | Racing AC          | 30  | 14 |   |   |   |    |    |      |
| -    | Olympique marocain | 30  | 14 |   |   |   |    |    |      |
| 5    | SA Marrakech       | 29  | 14 |   |   |   |    |    |      |
| 6    | ASPTT Casablanca   | 26  | 14 |   |   |   |    |    |      |
| 7    | US Athlétique      | 24  | 14 |   |   |   |    |    |      |
| 8    | SCC Roches Noires  | 20  | 14 |   |   |   |    |    |      |

## Ligue de Tunisie
- Finale du championnat joués le 13 mai 1934[5].

|   | Date | Club     | Score | Club    | Lieu  |
| - | ---- | -------- | ----- | ------- | ----- |
| 1 |      | US Tunis | 2 - 0 | Sfax RS | Tunis |

## Calendrier
Le calendrier est donné tel quel après le match d'élimination disputé le 22 avril 1934 et à la suite du changement de date pour la finale devant avoir normalement lieu le 27 mai 1934. Toutefois il est utile de rappeler que la date des demi-finales a été changé quelques jours avant pour se disputer le 20 mai 1934.
| Tour                                                    | Nom                 | Dates retenues | Équipes participantes | Équipes gagnantes |
| ------------------------------------------------------- | ------------------- | -------------- | --------------------- | ----------------- |
| Calendrier du Championnat d'Afrique du Nord (1933-1934) |                     |                |                       |                   |
| 1                                                       | Match d'Élimination | 22 avril 1934  | 2                     | 1                 |
| 2                                                       | Demi-finales        | 13 mai 1934    | 4                     | 2                 |
| 3                                                       | Finale              | 3 juin 1934    | 2                     | 1                 |

## Compétition Finale

### Match d’Élimination
Lors du match d'élimination deux des cinq équipes sont tirés au hasard pour s'affronter. Le vainqueur se qualifie immédiatement en demi-finale. L'Union Sportive Marocaine de la Ligue du Maroc et le Racing Universitaire d'Alger de la Ligue d'Alger sont les deux clubs désignés pour s'affronter, à Casablanca.
- match d'élimination joué le 22 avril 1934[7]:

|   | Date | Club                | Score | Club            | Lieu |
| - | ---- | ------------------- | ----- | --------------- | ---- |
| 1 |      | US Marocaine (LMFA) | 2 - 0 | RU Alger (LAFA) |      |

| Titulaires : |  |
| |  |
| 1. Gonzales 2. Garcia 3. Ortin 4. Mesquida 5. Hamida 6. Mohamed Farah "Trimbo" 7. Macia 8. Georges Janin 9. Mario Zatelli 10. Laporte 11. Martin |  |

| Titulaires : |  |
| |  |
| 1. Cubillier 2. Raymond Couard "Couard II" 3. Lucien Jasseron 4. Tazairt 5. Pataa 6. Dumas 7. Lucchini 8. Ramage 9. Roger Couard "Couard I" 10. Mari 11. Branca |  |

| Titulaires : |  |
| |  |
| 1. Gonzales 2. Garcia 3. Ortin 4. Mesquida 5. Hamida 6. Mohamed Farah "Trimbo" 7. Macia 8. Georges Janin 9. Mario Zatelli 10. Laporte 11. Martin |  |

| Titulaires : |  |
| |  |
| 1. Cubillier 2. Raymond Couard "Couard II" 3. Lucien Jasseron 4. Tazairt 5. Pataa 6. Dumas 7. Lucchini 8. Ramage 9. Roger Couard "Couard I" 10. Mari 11. Branca |  |

### Demi-finales
- Résultats des demi-finales du Championnat d'Afrique du Nord 1933-1934:
- matchs des demi-finales joués le 20 mai 1934[8],[9]:

|   | Date | Club                | Score   | Club             | Lieu       |
| - | ---- | ------------------- | ------- | ---------------- | ---------- |
| 1 |      | US Tunis (LTFA)     | forfait | JS Guelma (LCFA) |            |
| 2 |      | US Marocaine (LMFA) | 2 - 1   | CDJ Oran (LOFA)  | Casablanca |

| Titulaires : |  |
| |  |
| 1. Gonzales 2. Garcia 3. Ortin 4. Mesquida 5. Hamida 6. Mohamed Farah "Trimbo" 7. Martin 8. Georges Janin 9. Mario Zatelli 10. Laporte I 11. Laporte II |  |

| Titulaires : |  |
| |  |
| 1. Desbats 2. Fernandez 3. Pacchiano 4. Guillem 5. Lopez 6. Bans 7. Martin 8. Scotto 9. Sparza 10. Michel Frutoso 11. Berenguer |  |

| Titulaires : |  |
| |  |
| 1. Gonzales 2. Garcia 3. Ortin 4. Mesquida 5. Hamida 6. Mohamed Farah "Trimbo" 7. Martin 8. Georges Janin 9. Mario Zatelli 10. Laporte I 11. Laporte II |  |

| Titulaires : |  |
| |  |
| 1. Desbats 2. Fernandez 3. Pacchiano 4. Guillem 5. Lopez 6. Bans 7. Martin 8. Scotto 9. Sparza 10. Michel Frutoso 11. Berenguer |  |

### Finale
- Résultats du finale du Championnat d'Afrique du Nord 1933-1934

La finale joués le 3 juin 1934:
|   | Date | Club                | Score | Club            | Lieu       |
| - | ---- | ------------------- | ----- | --------------- | ---------- |
| 1 |      | US Marocaine (LMFA) | 3 – 0 | US Tunis (LTFA) | Casablanca |

| Titulaires : |  |
| |  |
| 1. Gonzales 2. Garcia 3. Ortin 4. Mesquida 5. Hamida 6. Arczona 7. Mohamed Farah "Trimbo" 8. Georges Janin 9. Mario Zatelli 10. Laporte I 11. Laporte II |  |

| Titulaires : |  |
| |  |
| 1. Tuil 2. Hadad 3. David Fitoussi 4. Ben Moussa 5. Darmon 6. Edmond Zerbib 7. Azoulay 8. Castro 9. Sitbon 10. Lévy 11. Semana |  |

| Titulaires : |  |
| |  |
| 1. Gonzales 2. Garcia 3. Ortin 4. Mesquida 5. Hamida 6. Arczona 7. Mohamed Farah "Trimbo" 8. Georges Janin 9. Mario Zatelli 10. Laporte I 11. Laporte II |  |

| Titulaires : |  |
| |  |
| 1. Tuil 2. Hadad 3. David Fitoussi 4. Ben Moussa 5. Darmon 6. Edmond Zerbib 7. Azoulay 8. Castro 9. Sitbon 10. Lévy 11. Semana |  |

|  |  |

| Championnat d'Afrique du Nord Vainqueur 1934 |
| -------------------------------------------- |
| Union Sportive Marocaine Troisième titre     |

## Meilleurs buteurs
| Rang | Joueur        | Club                | Buts |
| ---- | ------------- | ------------------- | ---- |
| 1    | Georges Janin | US Marocaine (LMFA) | 2    |
| -    | Laporte       | US Marocaine (LMFA) | 2    |
| 3    | Arczona       | US Marocaine (LMFA) | 1    |
| -    | Sparza        | CDJ Oran (LOFA)     | 1    |
| -    | Mario Zatelli | US Marocaine (LMFA) | 1    |
| -    | Garcia        | US Marocaine (LMFA) | 1    |